# Recopa Sul-Americana de 2003
A Recopa Sul-Americana de 2003 foi a décima edição do torneio, realizada após um intervalo de quatro anos sem ser disputada.
Realizada em campo neutro (Los Angeles, Estados Unidos), a competição foi decidida entre o time paraguaio Olímpia (vencedor da Copa Libertadores da América de 2002) e o time argentino San Lorenzo (vencedor da Copa Sul-Americana 2002). O Olímpia sagrou-se campeão pela segunda vez.

## Participantes
| Clube       | Cidade       | Classificação                                   | Participação |
| ----------- | ------------ | ----------------------------------------------- | ------------ |
| Olímpia     | Assunção     | Campeão da Copa Libertadores da América de 2002 | 1ª           |
| San Lorenzo | Buenos Aires | Campeão da Copa Sul-Americana de 2002           | 1ª           |

## Final
| 12 de julho de 2003 | Olímpia                    | 2 – 0     | San Lorenzo | Memorial Coliseum, Los Angeles (Estados Unidos)                                                               |
| 19:00 (UTC-8)       | López 28' · Enciso 69' (P) | Relatório |             | Público: 8,000 Árbitro: Carlos Eugênio Simon Auxiliares: José Carlos da Silva Oliveira e Valter José dos Reis |

| Olimpia | San Lorenzo |

| OLIMPIA:      |    |            |     |     |
|               |    |            |     |     |
| G             | 1  | Tavarelli  |     |     |
| LD            | 2  | Isasi      |     |     |
| Z             | 5  | Cáceres    |     |     |
| Z             | 3  | Zelaya     |     |     |
| LE            | 15 | Corbo      |     |     |
| V             | 16 | Órteman    |     |     |
| V             | 6  | Enciso (C) |     |     |
| M             | 17 | Esteche    |     |     |
| M             | 11 | Alvarenga  | 52' |     |
| A             | 10 | Benítez    |     | 65' |
| A             | 9  | López      |     | 83' |
| Substituição: |    |            |     |     |
| A             | 20 | Palacios   |     | 65' |
| A             | 7  | Caballero  |     | 83' |
| Treinador:    |    |            |     |     |
| Luis Cubilla  |    |            |     |     |

| SAN LORENZO:      |    |               |     |     |
|                   |    |               |     |     |
| G                 | 1  | Saja          |     |     |
| LD                | 13 | Álvarez       |     |     |
| Z                 | 32 | Rodríguez     | 48' |     |
| Z                 | 3  | Morel         |     |     |
| LE                | 4  | Paredes       |     |     |
| V                 | 24 | Luna          |     |     |
| V                 | 5  | Michelini (C) | 15' |     |
| M                 | 8  | Herrón        | 43' |     |
| M                 | 22 | Zurita        |     | 58' |
| A                 | 9  | Acosta        |     |     |
| A                 | 6  | Frutos        |     |     |
| Substituição:     |    |               |     |     |
| A                 | 17 | Cordone       |     | 58' |
| Treinador:        |    |               |     |     |
| Rubén Darío Insúa |    |               |     |     |

| Recopa Sul-Americana 2003   |
| --------------------------- |
| Olímpia Campeão (2º título) |